# Stat Quo
Stat Quo (справжнє ім'я Стенлі Бентон) (народився 24 липня 1978 р.) — американський репер. Бентон заробив гроші й у 2000 р. вступив до Флоридського університету на факультет економіки та міжнародної торгівлі. Він планував піти на юридичний факультет, але ветеран хіп-хопу Scarface умовив його зайнятися репом професійно. Stat Quo став другим виконавцем після 50 Cent, який підписав контракт одночасно з Shady Records та Aftermath Entertainment. Він став новим протеже Доктора Дре та Емінема. Хоча Стенлі зробив три версії дебютної студійної платівки Statlanta, лейбли так і не видали цей альбом. Лише 13 липня 2010 р. лейбл Ша Мані XL Dream Big Ventures випустив Statlanta.

## Біографія

### Ранні роки
Стенлі Бентон народився в Томасвіль-Гайтс, районі Атланти, штат Джорджія, в лікарні Ґрейді Меморіал. У дитинстві виконавець жив з матір'ю та бабусею. Бентон почав читати фрістайли приблизно у віці 12 років. Згодом його матір придбала йому радіоприймач і Стенлі став записувати на ньому свій реп. У 1997 р. Бентон почав займатися репом серйозно, при цьому він продовжував навчатися.

### Кар'єра

#### 2003—2007: Aftermath Entertainment
На Бентона звернули увагу наприкінці 2003 р. Dr. Dre та Eminem особисто прослухали його мікстейпи з серії Underground Atlanta. Почувши музику Стенлі, Eminem дав її на ознайомлення Dr. Dre. Згодом Stat Quo підписав контракт з Aftermath Entertainment та Shady Records.
Реліз його дебютного альбому Statlanta неодноразово переносили. У 2008 р. Бентон урешті-решт покинув лейбли. Через це він був змушений записувати платівку заново. У 2004 р. Stat Quo з'явився на треці Янґ Бака «Walk with Me» (альбом Straight Outta Cashville) та пісні Емінема «Spend Some Time» (альбом Encore).
У 2005 з'явився відеокліп на композицію Like Dat. Пісня стала синглом, який, на думку лейблів, мав допомогти зробити виконавця популярнішим. Зйомки відбувалися поблизу будинків у Томасвіль-Гайтс, які було споруджено для малозабезпечених сімей за рахунок бюджетних коштів. Під час інтерв'ю, пояснюючи причину вибору місця зйомки, Бентон сказав: «Це старт моєї кар'єри, тож я хотів знімати там, де розпочався мій життєвий шлях. […] До того ж, влада збирається знести муніципальні житла, тому я хотів показати цей район у відео, поки він ще не зник назавжди».
Улітку 2005 Бентон поїхав у тур Anger Management Tour, учасниками якого також були Емінем, 50 Cent, G-Unit, Обі Трайс, D12 та ін. 13 липня 2005 р. автобус з людьми усередині зійшов з дороги й перевернувся. Stat Quo потрапив до Реґіонального медичного центру міста Індепенденс (штат Міссурі). Отримавши медичну допомогу, Стенлі покинув лікарню.

#### 2008—2010:Statlanta
У жовтні 2008 репер пішов з Aftermath Entertainment та Shady Records, будучи незадоволеним розвитком своєї кар'єри. 21 квітня 2009 р. вийшов вуличний альбом Smokin Mirrors. Дистриб'ютор релізу: EMI.
У 2009 Ша Мані XL створив лейбл Dream Big Ventures. Дистриб'ютором фірми звукозапису стала компанія The Orchard. Відразу після створення Бентон став підписантом лейблу й згодом видав платівку Statlanta.
У березні 2010 р. виконавець разом з Доктором Дре з'явився у рекламі лептопу HP Beats Audio Laptop.

#### 2011-понині: FUPM,ATLA
У 2011 р. на офіційному сайті Aftermath Entertainment з'явилась інформація, що виконавець почав працювати на лейблі як автор текстів пісень.
23 липня 2012 Віз Каліфа оприлюднив «Far from Coach» промо-сингл до своєї другої студійної платівки O.N.I.F.C.. Трек, записаний з участю Stat Quo і The Game, не потрапив до остаточної версії альбому. 11 грудня вийшов Jesus Piece, п'ята студійна робота Ґейма. Виконавчий продюсер: Stat Quo, котрий також взяв участь у записі одного скіту.
Наприкінці 2012 Бентон та Game оголосили про створення лейблу Roley Records (початкова назва: Rolex Records). Після 6 місяців судового розгляду їм заборонили використовувати слова, що нагадують про Rolex (зокрема Roley Boyz, Roley Records). Нова назва: The Firm.
У 2012 Боббі Кріквотер та Stat Quo сформували дует FUPM (скор. від «Fuck U Pay Me»). Для безкоштовного завантаження виклали 4 пісні: «Alright, Alright», «Blast Off», «Dope Out My Window» та «Moneypurpandbitches». На «Alright, Alright» існує кліп, де також знявся репер Кендрік Ламар. Також зфільмували відео на «Blast Off» і «New School Old School». Останній кліп оприлюднили за 2 дні до виходу дебютного альбому FUPM Is the Future 16 грудня 2013.
9 вересня 2013 Stat Quo видав «Michael» (триб'ют Майклу Джордану, Майку Тайсону та Майклу Джексону), перший сингл зі свого другого студійного альбому ATLA: All This Life Allows, Vol. 1, що вийшов 25 лютого 2014.
9 жовтня 2013 випустили OKE, 14 жовтня 2014 — Blood Moon: Year of the Wolf. Один з виконавчих продюсерів обох релізів: Stat Quo. У буклеті останнього зазначений як A&R лейблу Blood Money Entertainment.